# Otto Scheff
Otto Friedrich Wilhelm Scheff (Berlino, 12 dicembre 1889 – Maria Enzersdorf, 26 ottobre 1956) è stato un nuotatore, pallanuotista e politico austriaco degli inizi del XX secolo.
Alle Olimpiadi estive del 1906 (non riconosciute dal CIO) Scheff vinse l'oro nei 400 metri stile libero, fermando il cronometro a 6'24"0, e il bronzo nel 1 miglio stile libero, nuotando in 30'53"4. partecipò anche alla staffetta 4x250 m stile libero, con la squadra austriaca, arrivando ultimi.
Partecipò alle gare di nuoto della IV Olimpiade estiva di Londra del 1908, aggiudicandosi il bronzo nei 400 metri stile libero, nuotando in 5'46"0. Prese parte anche alle gare dei 100 metri stile libero, classificandosi quarto in semifinale, e dei 1500 metri stile libero, arrivando in finale, senza però vincere alcuna medaglia.
Dal 1906 al 1908 stabilì quattro record del mondo, e il suo record sui 1000 m restò imbattuto per quattro anni, fino al 1912, quando fu battuto dal canadese George Hodgson. Nel 1912, rese parte anche al torneo di pallanuoto della V Olimpiade estiva di Stoccolma, senza vincere alcuna medaglia.
Lasciate le competizioni, Scheff lavorò come avvocato e si diede poi alla carriera politica. Fu membro del parlamento austriaco dal 1945 al 1953. Fu anche vicepresidente del Comitato Olimpico Austriaco.
Nel 1988 fu inserito nella International Swimming Hall of Fame, la Hall of Fame internazionale del nuoto.